# Crafting in Heaven
Crafting in Heaven es el segundo disco de la banda L'Olimpe, que obtuvo grandes éxitos, tanto en el mercado local, como en círculos de culto de otras parte del mundo, sobre todo Latinoamérica y Europa Oriental. Es notable que en este álbum han desaparecido todos los indicios de pop undergroud logrados en su primer disco, Mythos et Logos: Heaven's Symphony, posiblemente por injerencia de Jo Bogaert, su productor y asesor musical. En este disco la banda toma su formación definitiva de cinco integrantes.

## Disco
Crafting in Heaven (1984)
Petit Loudmille
Misoginy espresso
I want MORE
Bonfire
Heavens Workshop (love you this way)
He's a copy of me
Bionic Lover
- Datos: Q5790500